# Universidade Libanesa
A Universidade Libanesa (em árabe: الجامعة اللبنانية ; em inglês: Lebanese University - LU) é a única universidade pública financiada pelo Estado no Líbano. Fundada em 1951, a Universidade Libanesa desempenhou um papel importante na expansão da educação geral no Líbano.
O campus principal da universidade está sediado em Beirute, com alguns campi satélites que foram abertos devido a restrições de viagens durante a Guerra Civil Libanesa. Atualmente a Universidade possui três campi distribuídos geograficamente: Campus Rafic Hariri, Campus Fanar e Campus Norte.
A universidade atualmente matricula milhares de estudantes todos os anos e está organizada em 16 faculdades, oferecendo programas de graduação, pós-graduação e doutorado. O principal idioma de instrução é o árabe.

## História
A ideia de criação da Universidade Libanesa foi mencionada pela primeira vez no discurso do antigo Ministro dos Negócios Estrangeiros, Hamid Frangieh, durante a cerimónia de encerramento da Terceira Conferência da UNESCO em Beirute, onde disse: "O Líbano espera ver a criação de uma universidade libanesa com o espírito da UNESCO." (11 de Dezembro de 1948)
A fundação surgiu após a mobilização popular e estudantil iniciada em 23 de janeiro de 1951 com uma greve geral de estudantes secundários e universitários, principalmente da Universidade de São José. O movimento incluiu manifestações e confrontos com as forças de segurança que levaram o Conselho de Ministros a reunir-se no dia 5 de Fevereiro do mesmo ano.

## Presidentes da Universidade
Desde a sua criação, a Universidade Libanesa foi dirigida por:
| Khalil Al-Jurr         | (1951–1953)               |
| Fouad Afram al-Bustani | (1953–1970)               |
| Edmond Naim            | (1970–1976)               |
| Boutros Dib            | (1977–1980)               |
| Georges Tohme          | (1980–1988)               |
| Michel Assi            | (1988–1990 por delegação) |
| Hashem Haidar          | (1990–1992 por comissão)  |
| Asaad Diab             | (1993–2000)               |
| Ibrahim Qubaisi        | (2001–2006)               |
| Zuhair Shukr           | (2006–2011)               |
| Adnan Al Sayed Hussein | (2011–2016)               |
| Fouad Hussein Ayoub    | (2016–2021)               |
| Bassam Badran          | 2021 – presente           |

## Faculdades e campi
Atual a universidade conta com 16 faculdades e institutos: 
| Faculdade de Letras e Ciências Humanas                                                                          |
| Faculdade de Direito e Ciências Políticas e Administrativas                                                     |
| Faculdade de Ciências                                                                                           |
| Instituto de Ciências Sociais                                                                                   |
| Faculdade de Belas Artes e Arquitetura                                                                          |
| Faculdade de Pedagogia (que substituiu a Instituição Superior de Professores)                                   |
| Faculdade de Informação                                                                                         |
| Faculdade de Economia e Administração de Empresas                                                               |
| Faculdade de Engenharia                                                                                         |
| Faculdade de Agronomia                                                                                          |
| Faculdade de Saúde Pública                                                                                      |
| Faculdade de Ciências Médicas                                                                                   |
| Faculdade de Medicina Dentária                                                                                  |
| Faculdade de Farmácia                                                                                           |
| Faculdade de Turismo e Gestão Hoteleira                                                                         |
| Faculdade de Tecnologia, em cooperação com o Ministério do Ensino Superior, Pesquisa e Inovação da França       |
| Faculties & Programs, at AMERICAN UNIVERSITY OF SCIENCE & TECHNOLOGY https://www.aust.edu.lb/facultyandprograms |

Além de três Escolas de Doutorado:
| Escola Doutoral de Literatura, Humanidades e Ciências Sociais                       |
| Faculdade de Doutorado em Direito, Ciências Políticas, Administrativas e Econômicas |
| Escola Doutoral de Ciência e Tecnologia                                             |

A universidade também é afiliada ao Instituto de Ciências Aplicadas e Economia (CNAM-ISAE), que opera em cooperação com o CNAM na França.

## Doutorados honorários
Diferentes figuras públicas receberam  doutorados honorários da universidade, em ordem cronológica:
| O Xá do Irã, Mohammad Reza Pahlavi                           | (1957) |
| O Rei de Marrocos, Mohammed V                                | (1960) |
| O presidente da Tunísia, Habib Bourguiba                     | (1965) |
| O presidente senegalês, Leopold Senghor                      | (1966) |
| O Imperador da Etiópia, Haile Selassie                       | (1967) |
| O presidente romeno, Nikolai Ceausescu                       | (1972) |
| O presidente armênio, Robert Kocharian                       | (1999) |
| O presidente iraniano, Seyed Mohammad Khatami                | (2003) |
| O Ministro do Interior saudita, Nayef bin Abdul Aziz Al Saud | (2009) |
| O presidente iraniano, Mahmoud Ahmadinejad                   | (2010) |
| Xeque Nahayan Mabarak Al Nahayan                             | (2013) |
| O presidente alemão, Frank-Walter Steinmeier                 | (2018) |

A partir de 2009, a Universidade Libanesa passou a conceder doutorados honorários a personalidades libanesas, incluindo:
Ministro Fouad Boutros, Ministro Ghassan Tueni, Ministra Laila Solh Hamada, Ex-Chefe do Sindicato de Imprensa Mohamed Baalbaki, Editor-chefe do As-Safir Talal Salman, Governador do Banque du Liban Riad Salamé, Arcebispo Grégoire Haddad, escritor e poeta Salah Stétié, o arquiteto Rahif Fayad, o professor Philip Salem e a artista Majida El Roumi .

## Missão
A Universidade Libanesa é a única instituição pública no Líbano que desempenha as funções de ensino superior público com os seus diversos cursos e licenciaturas, investigação científica e formação contínua.

## Rankings e reputação
No QS World University Rankings de 2024, a Universidade Libanesa ocupa a 577ª posição em todo o mundo, um recorde depois de ter sido colocada entre 701 e 750 em 2021.
No Times Higher Education de 2023, a Universidade Libanesa ficou colocada entre 1001 e 1200 universidades em todo o mundo.

## Ex-alunos notáveis
- Adnan Hussein, cientista político
- Ahmed Nasri, presidente da Universidade Fahd bin Sultan
- Antoine Ghanem, político libanês
- Doumouh Al Bakkar, árbitro de futebol
- Elissa (cantora), cantora e artista libanesa
- Essam Sahmarani, jornalista e romancista
- Ghada Owais, jornalista
- Houssam Diab, advogado libanês e embaixador Extraordinário e Plenipotenciário na República Federal da Nigéria
- Inaya Jaber, escritora
- Jawad Fares, médico e cientista
- Jean Daoud, poeta, dramaturgo, filósofo
- Majida El Roumi, cantora
- Marcel Ghanem, jornalista
- Michel Suleiman, 11º presidente do Líbano
- Mohamed Ali Yousfi, escritor e tradutor
- Nabih Berri, político libanês
- Najat A. Saliba, químico e político
- Omar Karami, ex-primeiro-ministro do Líbano
- Rana Hamadeh, artista
- Renée Hayek, escritora e romancista
- Serge Venturini (1979–1981), poeta francês
- Vartine Ohanian, político libanês e Ministro da Juventude e Esportes